# Aloe hlangapies
Aloe hlangapies är en grästrädsväxtart som beskrevs av Groenew. Aloe hlangapies ingår i släktet Aloe och familjen grästrädsväxter. Inga underarter finns listade i Catalogue of Life.